# Ошен (округ)
Округ Ошен (англ. Ocean County) — округ штата Нью-Джерси, США. Занимает площадь 2372 км². Согласно переписи населения 2000 года, в округе Ошен проживало 510 916 человек. По оценке Бюро переписи населения США, к 2009 году население увеличилось на 12,3 %, до 573 678 человек. Ошен является частью так называемой Нью-Йоркской агломерации. В населённом пункте Томс-Ривер располагается административный центр округа. Крупнейшим населённым пунктом округа является тауншип Лейквуд, где большинство населения составляют ортодоксальные евреи.